# Alison Krauss
Alison Krauss, (Decatur, 1971. július 23. –) amerikai bluegrass-country énekesnő, hegedűs, mandolinos, zenei producer.

## Pályafutása
Alison Krauss ötéves korátó tanult hegedülni és ismerkedett a klasszikus zenével. Hamarosan megunta anonban a klasszikus zenét, ellenben és lelkesedni kezdett a country és a bluegrass iránt. Nyolcéveskorában kezdett tehetségkutató versenyeken részt venni szülővárosában és környékén. Két évvel később már saját zenekara volt. 1984-ben, valamint az azt követő két évben meg is nyerte az Illinois State Fiddle Championship-et. A Society for the Preservation of Bluegrass in America a Középnyugat „legígéretesebb hegedűsének” nevezte. A „Bluegrass atyja”, Bill Monroe pedig kitüntette.
Alison Krauss 1985-ben debütált testvére, Viktor albumán, amelyet Jim Hoiles-szal és Bruce Weiss-szel vettek fel. A Different Strokes a független kiadó, Fiddle Tunes kiadónál jelent meg. Krauss 1987-ben, 16 éves korában adta ki első saját albumát, a Too Late To Cry-t. Európában a Film O Brother, Where Art Thou? című film zenéjével vált ismertté. 2000-ben vált ismertté.
2005-ben Brad Paisley-vel közös duettjét, a „Whiskey Lullaby”-t az „Év dala” díjjal tüntették ki a CMA Radio Station díjátadón.
Krauss évek óta dolgozik az Union Station kísérőzenekarral. Többek között producerként is dolgozik velük, továbbá a Nickel Creek és a The Cox Family bluegrass zenekarok azámára, és Alan Jacksonnal is.
2007-ben Alison Krauss találkozott Robert Planttel, a Led Zeppelin egykori énekesével, amikor egy „Tribute to Leadbelly” koncertre készültek közös dallal. Ez az együttműködés egy közös zenei projekthez vezetett, amelynek eredményeként 2007 októberében megjelent a Raising Sand című album. 2009-ben az album öt Grammy-díjat nyert. 2021-ben egy újabb közös lemeze jelent meg Planttel (Raise The Roof).
2011-ben Bertram Eisenhauer így értékelte Alison Krauss munkásságát 2011. május 5-én a Frankfurter Allgemeine Zeitungban: „Alison Krauss és zenéjének nemismerése káros az ember mentális egészségére, mégis a 39 éves színésznő viszonylag ismeretlen szülőhazáján, Amerikán kívül.”

## Stúdióalbumok
- 1986: Different Strokes (és Jim Hoiles, Swamp Weiss)
- 1987: Too Late to Cry
- 1989: Two Highways (és a Union Station band)
- 1990: I've Got That Old Feeling
- 1992: Every Time You Say Goodbye (és a Union Station band)
- 1994: I Know Who Holds Tomorrow (és a The Cox Family)
- 1997: So Long So Wrong (és a Union Station band)
- 1999: Forget About It
- 2001: New Favorite (és a Union Station band)
- 2004: Lonely Runs Both Ways (és a Union Station band)
- 2007: Raising Sand (és Robert Plant)
- 2011: Paper Airplane (és a Union Station band)
- 2017: Windy City
- 2021: Raise the Roof (és Robert Plant)
- 2025: Arcadia (és a Union Station band)

## Filmek
- Alison Krauss az IMDb-n

## Díjak
- Alison Krauss huszonhét Grammy-díjat nyert pályafutása során mint előadó, vagy/és az Union Station zenekar tagja, valamint Robert Planttel duettben; és lemezproducerként.
- A 46. Grammy-gálán megelőzte Aretha Franklint a legtöbb női díjjal kitüntetett előadó között.
- 14 International Bluegrass Music Association díj
- 9 Country Music Association díj
- 2 Gospel Music Association díj
- 2 CMT Music Awards díj
- 2 Academy of Country Music Awards díj
- 2 Canadian Country Music Awards díj
- A Country Music Television 2002-ben a 12. helyre rangsorolta Krausst a „40 legjelentősebb countryzenei nők” listáján.
- A 2004 februári 76. Oscar-gálán, ahol két jelölt dalt adott elő a Cold Mountain filmzenéjéből.
- 2012-ben Alison Krauss díszdoktori címet kapott a Berklee College of Music-on.
- 2015-ben szülővárosa, Champaign West Hill Street 400-as tömbjét „Tiszteletbeli Alison Krauss útnak” nevezték el.
  - Krausst a hollywoodi cipőtervező, Stuart Weitzman választotta ki egy pár 2 millió dolláros „Hamupipőke” szandál viselésére, (11,5 hüvelykes átlátszó üveg tűsarkú cipővel és két, platinába foglalt 565 Kwiat gyémánttal díszített pánttal). A mese ihlette cipők mellett Weitzman egy Palm Trēo 600 okostelefonnal is meglepte Krausst, (amelyet 3000 átlátszó és topáz színű Swarovski kristállyal ékesítettek). A cipőket visszaküldték, de Krauss megtartotta a telefont.

## Fordítás
- Ez a szócikk részben vagy egészben  az   Alison Krauss című német Wikipédia-szócikk ezen változatának fordításán alapul.  Az eredeti cikk szerkesztőit annak laptörténete sorolja fel. Ez a jelzés csupán a megfogalmazás eredetét és a szerzői jogokat jelzi, nem szolgál a cikkben szereplő információk forrásmegjelöléseként.